# 스카이 타워 (브로츠와프)

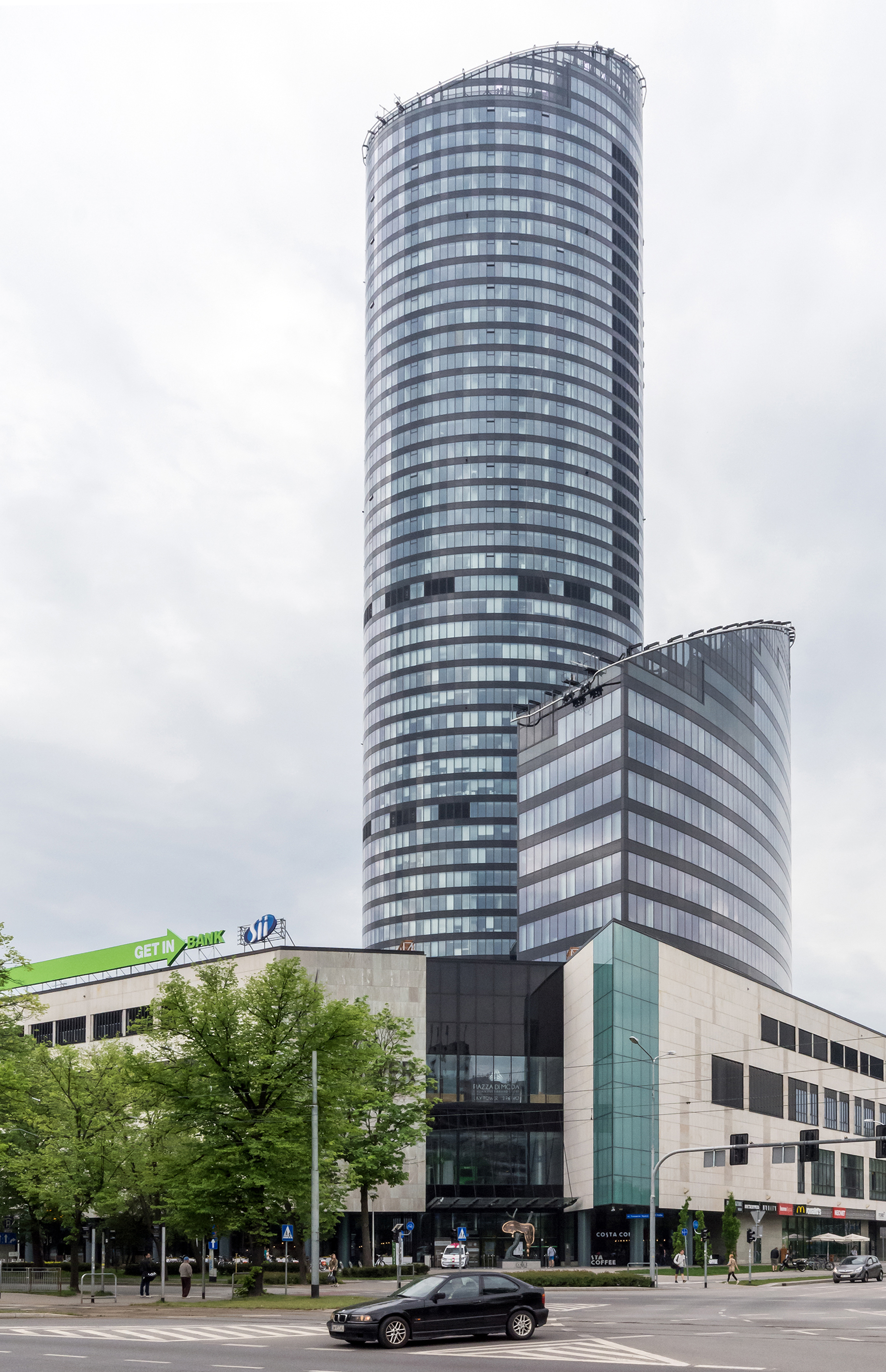
스카이 타워

스카이 타워(Sky Tower)는 폴란드 브로츠와프에 있는 마천루다. 51개 층으로 이루어진 이 건물은 높이가 212m(696피트)다. 브로츠와프에서 제일 높은 건물이다. 건설은 2007년에 시작되어 2012년에 완공되었다. 49층에는 대중이 접근할 수 있는 전망대가 있다. 2014년 1월 3일에 개장한 이 전망대는 폴란드에서 가장 높은 전망대다.